# فرودگاه دوروخوو
فرودگاه دوروخوو (به انگلیسی: Dorokhovo) یک فرودگاه نظامی است که یک باند فرود بتن دارد و طول باند آن ۲۵۰۰ متر است. این فرودگاه در شهر بژتسک کشور روسیه قرار دارد و در ارتفاع ۱۴۳ متری از سطح دریا واقع شده‌است.